# Sofia Dorotea de Brunsvic-Lüneburg
Sofia Dorotea de Brunsvic-Lüneburg (en alemany Sophie Dorothea von Braunschweig-Lüneburg) va néixer a Celle (Alemanya) el 15 de setembre de 1666 i va morir al palau d'Ahlden, a la Baixa Saxònia, el 13 de novembre de 1726. Era una noble alemanya filla del duc Jordi Guillem (1624-1705) i d'Elionor Desmier d'Olbreuse (1639-1722).
Sofia Dorotea, de fet va ser una filla il·legítima, encara que després els seus pares s'acabarien casant. Així, el 1674,la seva mare va ser nomenada senyora de Harburg i comtessa de Wilhelmsburg, títols que també va adoptar Sofia Dorotea. El matrimoni dels seus pares no va ser ben vist per la família que pretenien unificar els diferents territoris de Lüneburg a través d'aliances matrimonials. Essent Sofia Dorotea filla única, hauria heretat els dominis paterns, ja que des de 1680 havia estat formalment reconeguda pel seu pare i havia pres el nom de Sofia Dorotea de Brunsvic-Lüneburg, i amb el rang de princesa.
Amb tot, es concertà el casament de Sofia Dorotea amb el seu cosí Jordi Lluís de Brunsvic-Lüneburg, de manera que s'assegurava que Lüneburg romangués en mans de la família. El matrimoni de conveniència va resultar del tot infeliç. Sofia Dorotea era menyspreada per la família, i sobretot per la seva sogra, Sofia, pel fet que la seva mare no provenia de la reialesa ni de l'alta noblesa i ella havia estat engendrada abans que els seus pares es casessin. Aviat, aquests sentiments de menyspreu també van ser compartits pel seu marit.
Sofia Dorotea va conèixer el comte suec Felip Christoph de Königsmarck, que la va ajudar en dos intents d'abandonar Hannover. Però el 1694 el comte va ser assassinat, probablement per ordre del marit de Sofia Dorotea, i es va dissoldre el matrimoni. D'acord amb el pare de Sofia Dorotea, aquesta va ser reclosa al castell d'Ahlden, separant-la dels seus fills, als quals ja no veuria mai més.

## Matrimoni i fills
El dia 21 de novembre de 1682 es casà a Celle amb qui seria el primer rei de la Gran Bretanya i d'Irlanda de la Casa de Hannover, Jordi I (1660-1727), fill del duc Ernest August de Brunsvic-Lüneburg (1629-1698) i de la princesa Sofia del Palatinat (1630-1714). La parella tingué dos fills:
1. Jordi II de la Gran Bretanya, nat a Hannover el 1683 i mort al Palau de Kensington. Es casà amb la marcgravina Carolina de Brandenburg-Ansbach el 1705 a Hannover.
2. Sofia del Regne Unit, nada el 1687 a Hannover i morta el 1757 a Berlín. Es casà el 1706 a Berlín amb el rei Frederic Guillem I de Prússia.